# Dinghy
Pour les articles homonymes, voir Dingy.

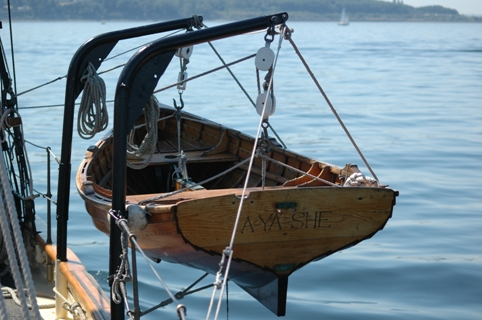
Dinghy de la goélette Adventuress est l'annexe du bateau.

Un dinghy, dingui ou dinghi, est un terme d'origine indienne désignant un type de petite embarcation à Calcutta (Inde) de typologie similaire, avec une proue relevée et pointue. Le terme fut réutilisé par la Royal Navy anglaise avant d'être transmis au français. 
Aujourd'hui, le terme désigne principalement un type de petite embarcation à moteur, à voile ou à rame, de 2 à 6 m de longueur environ, non pontée, utilisée comme annexe (servant à embarquer et débarquer lorsqu'un bateau n'est pas amarré à quai) ou comme embarcation de sauvetage sur un gros navire ,.  

## Historique

### Historique de la forme actuelle
Le terme dingui ou dinghi vient du bengali ḍiṅgi, de l'ourdou ḍīngī et l'hindi ḍieṁgī, qui désigne un "petit bateau", tout comme le mot télougou (SE de l'Inde) ḍiṅgā, signifiant "bateau". Un dingui est à l'origine, un petit bateau plat utilisé localement à Calcutta au Bengale en Inde. La version indienne traditionnelle, non pontée, présente une poupe et une proue pointues et très relevées ou retroussées, avec des formes originales très arrondies, est muni d'un bordage clouté ou riveté à l'aide de crampes très visibles de l'extérieur, ou possède simplement  une coque cousue. L'embarcation, qui est dépourvue de dérive, et est gréée d'une voile à livarde, est manœuvrée avec une grande rame qui sert alors de gouvernail,. Certains soutiennent l'hypothèse que le dinghi est dérivé du dinga indien. La Royal Navy anglaise a adopté ce type de bateau et le terme fut anglicisé en dinghy, dengi, dingy, dingee, dinghee ou dingey, pour désigner de plus petits bateaux, et, par la suite, les petits dériveurs à voile ainsi que leurs annexes, ainsi que certaines petites embarcations de course à rames, à voile, ou motorisées.
Ce terme est à toutes fins pratiques synonyme de youyou, à la seule différence que le youyou est d'origine chinoise.

### Historique des autres typologies
Entre Bombay et Cuddalore en Inde, le dinghy désignait aussi un type local de grand voilier à trois grand-mâts, gréé chacun d'une voile latine à antenne, à proue et à poupe pointues et inclinées, pouvant mesurer 20 m de long pour 5 m de large. Au milieu du navire, un quatrième mât, plus petit, portait une voile à livarde. Le mât d'artimon était disposé en mât de tape-cul (i.e. à l'arrière du gouvernail).

## Autres usages modernes du terme
Le terme « Dinghy » est parfois employé en français pour désigner de petits hors-bords dont le petit pontage à l'avant ne sert qu'à la protection d'un cockpit de grande dimension.
Les anglophones utilisent ce terme pour désigner les petits dériveurs de sport en plus de la définition d'annexe équivalente à celle du français; ainsi, l'un des types de dériveurs olympiques s'appelle Dinghy international 12'.

## Galerie d'images

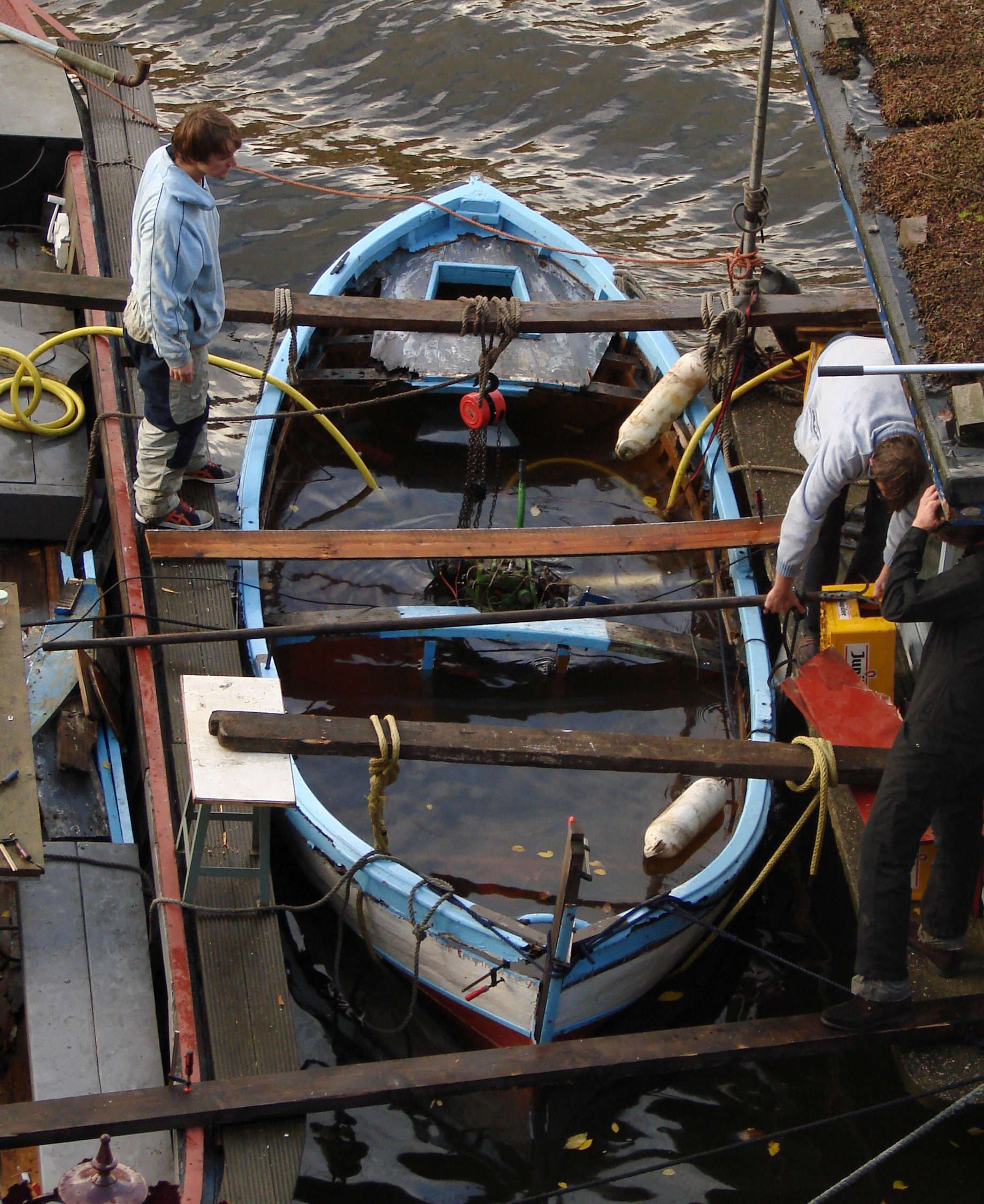
Un dinghy traditionnel néerlandais à rames.
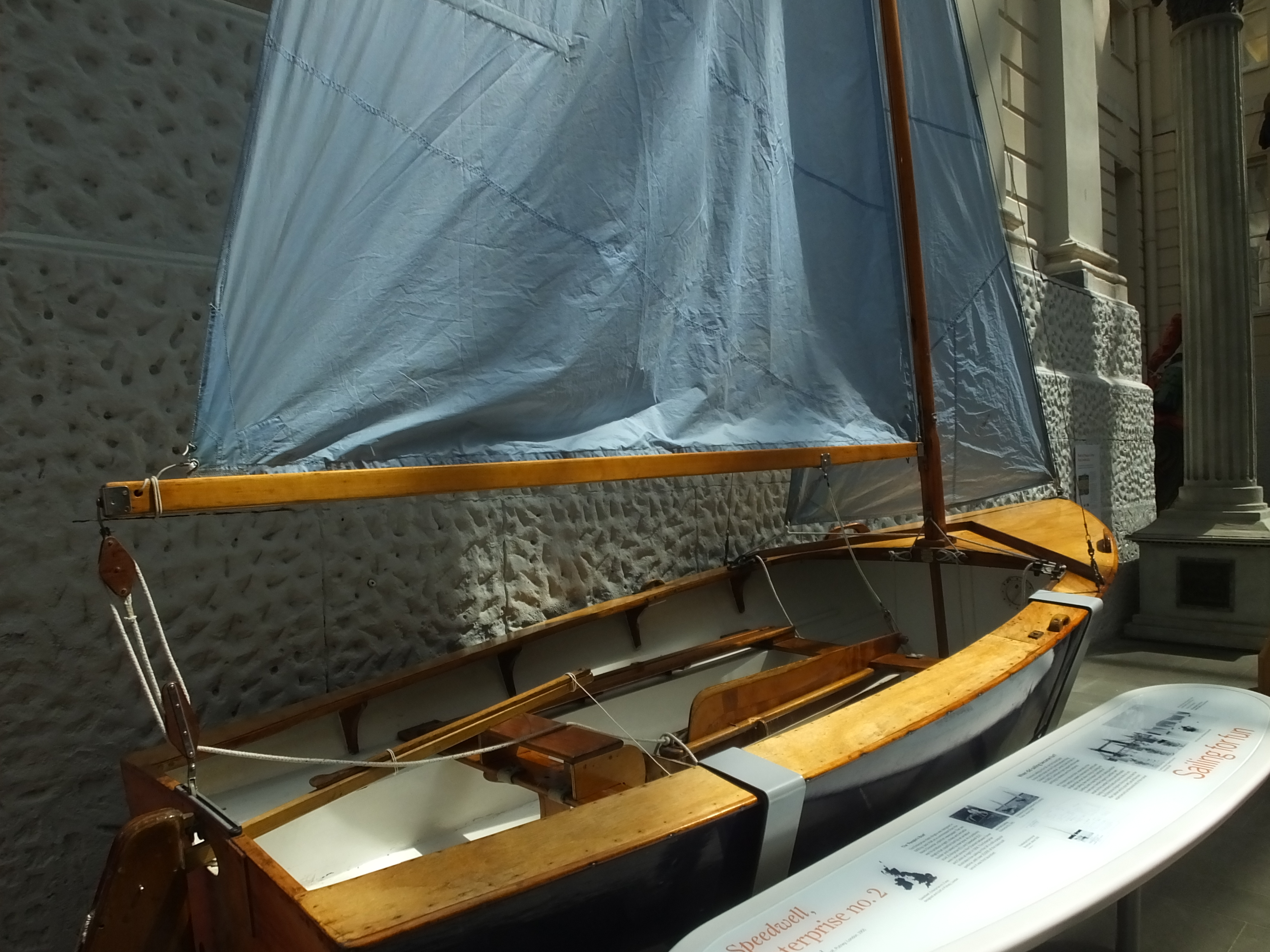
Dinghy traditionnel à voile
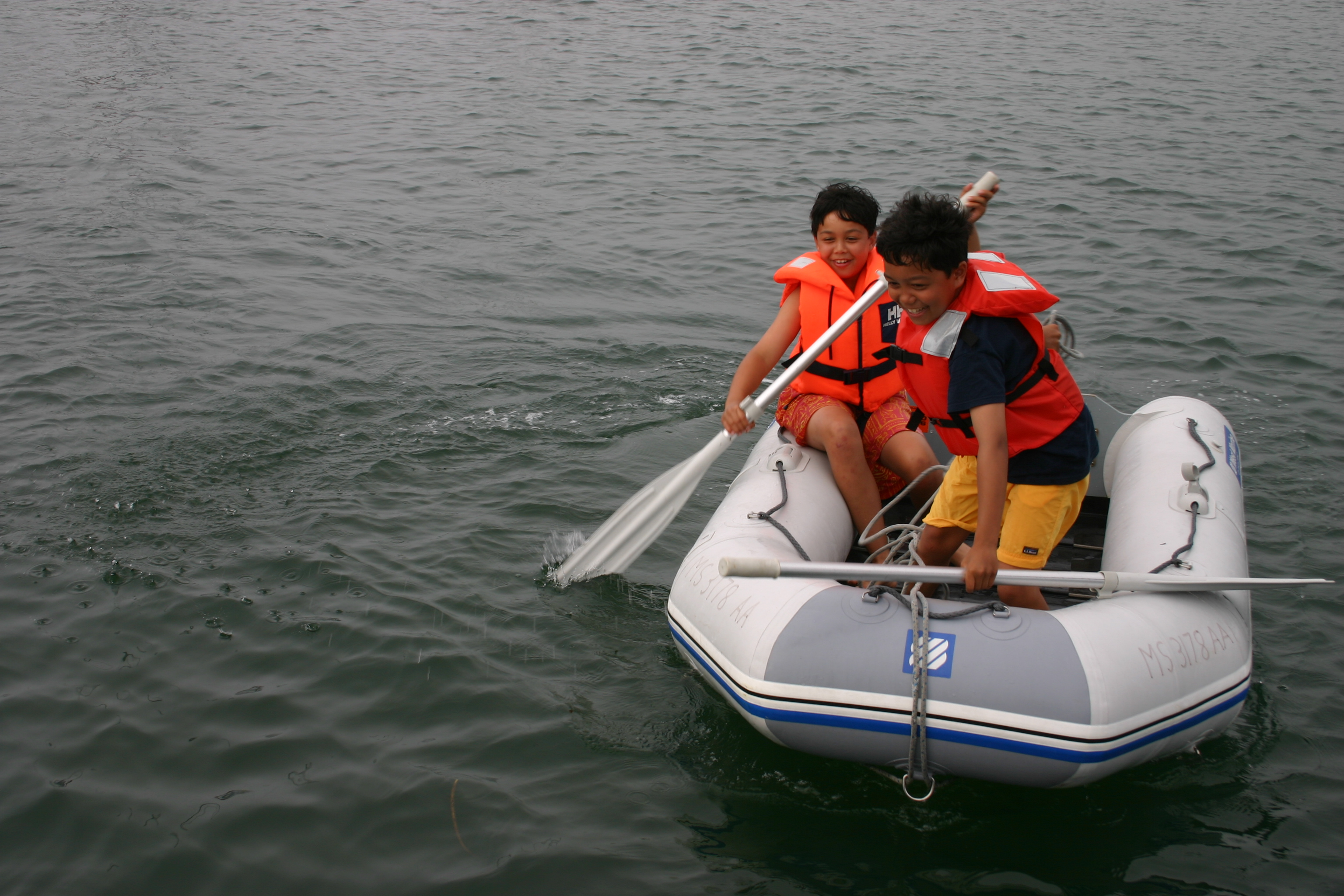
Dinghy moderne gonflable à rames.
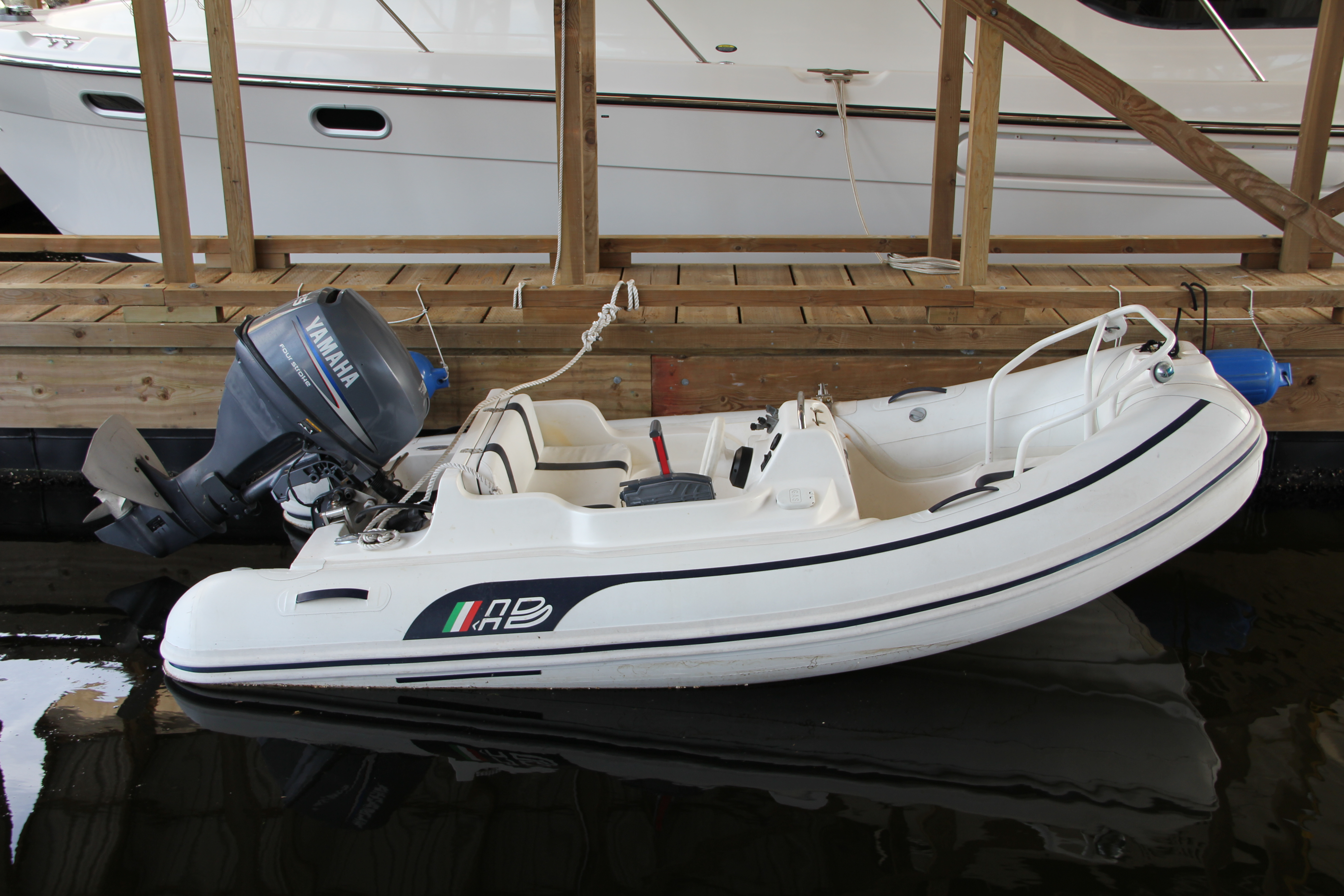
Dinghy moderne motorisé.
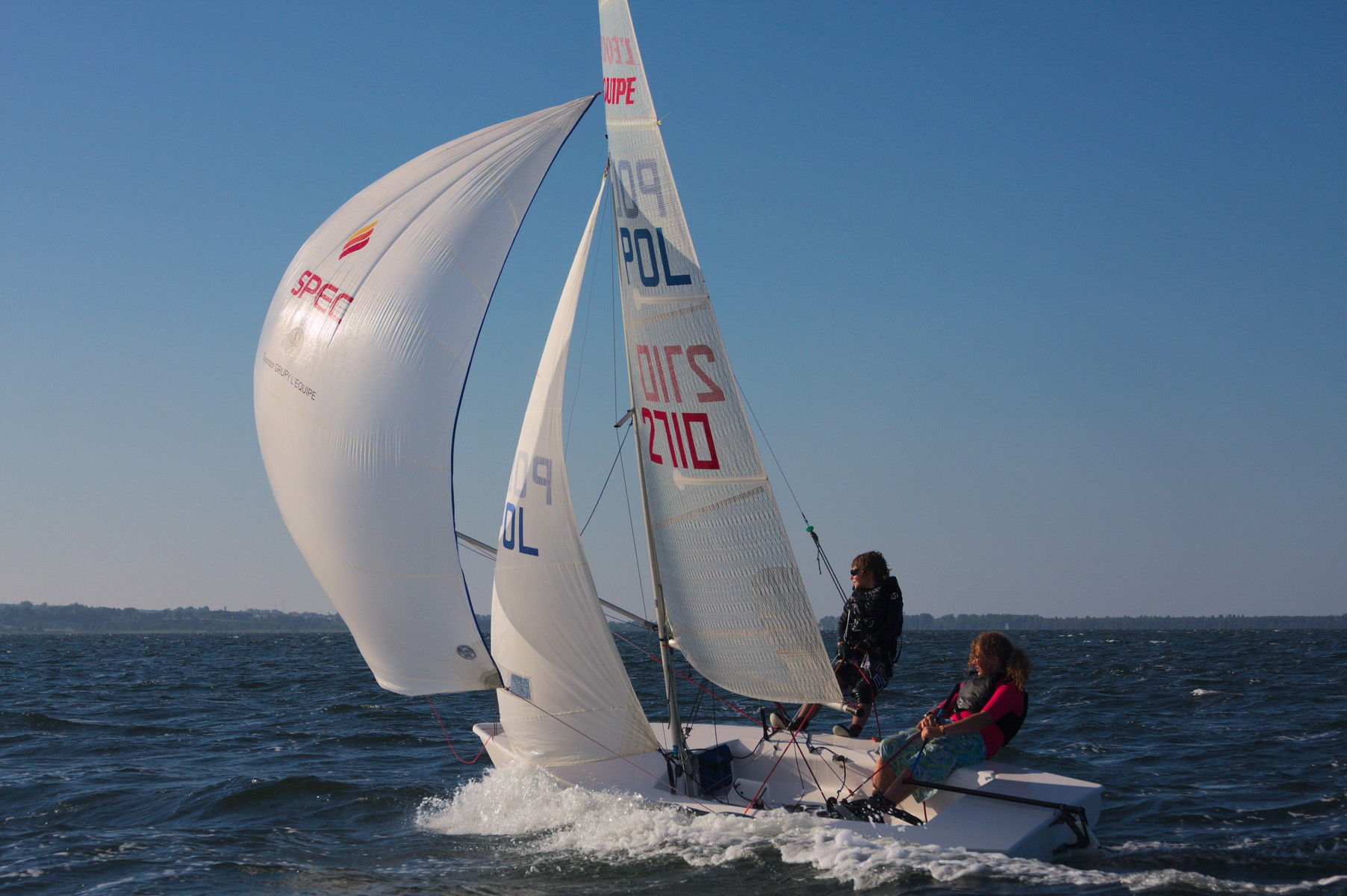
Un dinghy désigne un dériveur de sport pour les anglo-saxons.
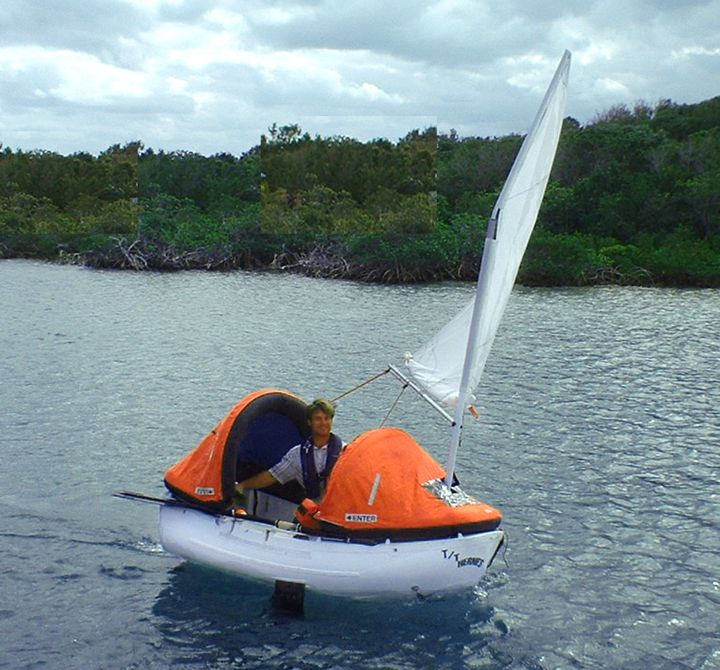
Dinghy de sauvetage, utilisé pour le loisir